# Trichosalpinx acestrochila
Trichosalpinx acestrochila är en orkidéart som beskrevs av Carlyle August Luer. Trichosalpinx acestrochila ingår i släktet Trichosalpinx och familjen orkidéer. Inga underarter finns listade i Catalogue of Life.